# Công nghiệp phát thanh
Công nghiệp phát thanh (tiếng Anh: radio industry) là một thuật ngữ khái quát chỉ đến bất cứ doanh nghiệp hay nhà cung cấp dịch vụ công nào có tham gia vào việc phát sóng của các đài phát thanh và dịch vụ phụ trợ.
Các đơn vị phát thanh có thể chia ra làm ít nhất hai nhóm khác nhau:
- Đài phát thanh công cộng
- Đài phát thanh tư nhân